# Kastraki (Focida)
Kastraki  este un oraș în Grecia în prefectura Focida.